# Philippe Boyer
Philippe Boyer (ur. 30 marca 1956 w Fontainebleau) – francuski kolarz torowy, srebrny medalista mistrzostw świata.

## Kariera
Największy sukces w karierze Philippe Boyer osiągnął w 1985 roku, kiedy zdobył srebrny medal w wyścigu na 1 km podczas mistrzostw świata w Bassano. W zawodach tych uległ jedynie Jensowi Glücklichowi z NRD, a bezpośrednio wyprzedził Martina Vinnicombe'a z Australii. Był to jedyny medal wywalczony przez Boyera na międzynarodowej imprezie tej rangi. Wielokrotnie zdobywał medale torowych mistrzostw kraju, w tym pięć złotych. Nigdy jednak nie wystąpił na igrzyskach olimpijskich.